# 钱学森 (电影)
《钱学森》（英語：Hsue-shen Tsien），是2012年上映的一部中国大陸电影，展现了“中国大陸航天之父”钱学森的一生，描述他青年赴美求学被驱逐回国等故事。该片剧本创作始于2007年，2011年2月开拍，3月18日在北京举行了开机发布会，4月杀青。2012年2月29日本片在中共中央军委属下的国防科技大学举行了看片点映会，同年3月2日在中国大陆正式上映，据新浪的评论“获得广泛好评”。
影片首周三天收获150万元票房，至4月1日总票房累计325万元。

## 剧情
该片从钱学森在1947年和蒋英上海结婚开始到美国求学，讲述了钱学森被遣返回到中国大陆，而后协助解放军制造原子弹经历过文革一直到晚年逝世的一生。

## 演员
| 演员   | 角色         | 备注         |
| ------ | ------------ | ------------ |
| 陈坤   | 钱学森       |              |
| 张雨绮 | 蒋英         |              |
| 张铁林 | 毛泽东       |              |
| 刘劲   | 周恩来       |              |
| 林永健 | 聂荣臻       |              |
| 潘虹   | 蒋英（中年） | 中年的蒋英   |
| 张恩齐 | 钱永真       | 幼年的钱永真 |
| 吴樾   | 张工农       |              |
| 卢杉   | 绘图员       |              |
| 连凯   | 羅友來       |              |

## 花絮
该片中钱学森和蒋英的爱情故事是一大看点。晚年时期，蒋英挽着钱学森的手说：“丘吉尔母亲曾说，‘我这一生没有什么遗憾，我为大英帝国生下了丘吉尔！’我也没什么遗憾，因为我的丈夫是钱学森。”而钱学森却说：“如果不是嫁给我，你会成为我们国家最好的女高音歌唱家。”据中共中央政宣部门称为钱学森和蒋英晚年真实对话。

## 幕后
拍摄该片时，演员陈坤高烧到40度，他带病坚持拍了两个月的戏，感动了剧组。
该片跨越叙述了钱学森的一生，从他到美国求学、在美国入狱、寻求回国、复制原子弹、去世，中间还贯穿了钱学森和夫人蒋英62年的爱情。耗资和制作都花费了政府不少资金和心血，导演张建亚说：“为了追求真实震撼的视觉冲击，西安电影制片厂集团斥资六千万打造，力求最大限度接近真实，还原当年场景。在拍摄这些‘大场面’的戏码时，不仅斥巨资制作了两枚1：1等比的仿真导弹用于拍摄，还动用数万解放军为剧组保驾护航，邀请解放军中的军事专家及导弹专家从旁指导，规模堪比军事演习，场面相当威武壮观。”，“因为只有逼真的场景才能感染观众，才能让观众体验到那个年代的艰苦与信念，才能理解钱老的伟大，这场戏的拍摄与当年钱老进行导弹试射的心情是一样的。”
蒋英的扮演者张雨绮直言说她出演该片是因为“最重要的就是谁来演钱学森。”比较其他自己不熟悉的演员，她更倾心陈坤。

## 评价
新浪网点出了该片具有五大看点，华丽唯美的画面、转型的演员、启用国家机密写剧本间谍战部分、流畅的英文和高深的数学公式和钱学森与蒋英的甲子恋。
导演张建亚说：“我们只能尽力描摹他的一生，完全没有资格去评判他。虽然现在流行电影要接地气，但我们这部戏不一样，你不能从俯视的角度去看钱学森，只能仰视。”
钱学森的扮演者陈坤被誉为该片的顶梁柱，撑起了全片的看点。
林永健饰演聂荣臻据称获得政府干部的赞扬：大气威武，有大将风范。

## 脚注
1. ↑  . 新浪. 2011-02-18  [2013-10-27]. （原始内容存档于2016-12-20）.
2. ↑  . 新浪. 2011-03-18  [2013-10-27]. （原始内容存档于2017-10-27）.
3. ↑  . 人民网. 2012-03-02  [2025-02-07].
4. ↑  . 新浪. 2012-03-03  [2025-02-07].
5. ↑  . 2012-03-06  [2013-12-12]. （原始内容存档于2013-12-12）.
6. ↑  . 艺恩网.   [2013-12-12]. （原始内容存档于2014-09-06）.
7. ↑  . 2012-04-06  [2013-12-12]. （原始内容存档于2013-12-12）.
8. ↑  . 2012-03-01.[永久]
9. ↑  . 人民网. 2012-02-16. （原始内容存档于2016-03-04）.
10. ↑  . 时光网. 2012-02-24. （原始内容存档于2012-02-27） （中文（简体））.
11. ↑  . 时光网. 2011-03-30. （原始内容存档于2011-12-20）.
12. ↑  . 时光网. 2012-03-02. （原始内容存档于2012-03-15）.
13. ↑  . 时光网. 2012-02-28. （原始内容存档于2012-03-09）.
14. ↑  . 新浪网. 2012-03-02. （原始内容存档于2019-07-01）.
15. ↑  . 腾讯网. 2012-03-03. （原始内容存档于2019-07-01）.
16. ↑  . 时光网. 2012-02-28. （原始内容存档于2012-03-05）.
17. ↑  . 时光网. 2011-07-27. （原始内容存档于2012-05-13）.